# Global Multimedia Protocols Group
Global Multimedia Protocols Group (GMPG) blev grundlagt i marts 2003 af Tantek Çelik, Eric Meyer, og Matt Mullenweg. Gruppen har udviklet teknologier til at finde og fremstille menneskelig relation ved at bruge XHTML, kaldet XFN™ (XHTML Friends Network)